# 多棘腔吻鱈
多棘腔吻鱈又稱多棘鬚鱈為輻鰭魚綱鱈形目鼠尾鱈科的一種。

## 分布
本魚分布於西北太平洋，包括南日本、中國東海外緣、台灣東北部及南部等海域。

## 深度
水深146至300公尺以上。

## 特徵
本魚身體延長、側扁，兩側上方有許多不規則的黑色斑紋，極為明顯；鼻骨前側邊緣不完全被骨支托；口大呈白色；前鰓蓋骨腹側無鱗，身體上的鱗片成六角形，不易脫落，棘刺細短，多列密集且不規則排列。鰓腔及各鰭暗色。腹鰭基部離肛門甚遠，腹鰭最長的鰭條也未達到肛門。發光器呈長桿狀，自肛門起點沿伸至喉峽部。體長可達38公分。

## 生態
本魚棲息於沙泥質海底，為底棲性魚類，以多毛類、甲殼類為食，多半時間都靜伏或緩慢游動。

## 經濟利用
無觀賞、食用價值，多做為下雜魚處理。